# Тусняки
 Тусняки  — деревня в Кирово-Чепецком районе Кировской области в составе Фатеевского сельского поселения.

## География
Расположена на расстоянии примерно 16 км на юг-юго-восток по прямой от районного центра города Кирово-Чепецк.

## История
Известна с 1748 года как починок Воронье, в 1764 году тут 24 жителя. В 1873 году здесь (починок Вороной или Тусняки) дворов 7 и жителей 70, в 1905 (уже деревня Тусняки) 20 и 134, в 1926 (Тусняки или Воронье) 40 и 175, в 1950 60 и 198, в 1989 уже оставалось 2 постоянных жителя. Настоящее название утвердилось с 1978 года.

## Население
Постоянное население составляло 0 человек в 2002 году, 2 в 2010.